# 秦时明月之夜尽天明
《秦时明月贰夜尽天明》是电视动画系列《秦时明月》的第二部，2008年7月17日至8月3日在上海炫动卡通卫视首播，共18集。动画主要围绕着墨家机关城保卫战展开。
《夜尽天明》的动画技术较前作有了提升，动画播出后获得了多个奖项。

## 集数
| 總集數 | 集數 （季） | 標題     | 首播日期      |
| ------ | ----------- | -------- | ------------- |
| 11     | 1           | 聚散流沙 | 2008年7月17日 |
| 12     | 2           | 蟒虎之森 | 2008年7月18日 |
| 13     | 3           | 暗之逆鳞 | 2008年7月19日 |
| 14     | 4           | 危城长夜 | 2008年7月20日 |
| 15     | 5           | 鸠羽千夜 | 2008年7月21日 |
| 16     | 6           | 决断绝境 | 2008年7月22日 |
| 17     | 7           | 怒剑狂澜 | 2008年7月23日 |
| 18     | 8           | 虎跳猿飞 | 2008年7月24日 |
| 19     | 9           | 吞噬之喉 | 2008年7月25日 |
| 20     | 10          | 幻音宝盒 | 2008年7月26日 |
| 21     | 11          | 王道墨攻 | 2008年7月27日 |
| 22     | 12          | 俠道非攻 | 2008年7月28日 |
| 23     | 13          | 禁忌残虹 | 2008年7月29日 |
| 24     | 14          | 玄武逆流 | 2008年7月30日 |
| 25     | 15          | 梦之深处 | 2008年7月31日 |
| 26     | 16          | 非攻飞攻 | 2008年8月1日  |
| 27     | 17          | 青铜开口 | 2008年8月2日  |
| 28     | 18          | 夜尽天明 | 2008年8月3日  |

## 制作
《秦时明月贰夜尽天明》是玄机科技制作的系列动画《秦时明月》的第二部，延续了第一部《百步飞剑》的故事线。制作组吸收了业内人士及观众的建议与批评，在动画技术方面作了大量的改进与提升；编剧方面，团队力图用做电影的方式来拍摄这部动画；配音方面，在第一部基础上保留了一些受欢迎的配音演员，同时对于一些观众不够满意的演员进行了重新选择，台湾演员李立群也参与配音工作；音乐方面，玄机科技与五家唱片公司签约了九首歌曲作为插曲与片尾曲。
《夜尽天明》的制作成本约为第一部的一半。

## 播出与发行
2008年2月1日，《秦时明月贰夜尽天明》的样片于腾讯动漫频道播出。《夜尽天明》原定于2008年5月首播，但由于汶川大地震导致节目编排延后。2008年7月17日，动画在上海炫动卡通卫视首播，同期发行DVD。

## 奖项
2008年1月，《夜尽天明》获第四届“金龙奖”年度最佳系列动画奖；5月，本片获第四届中国国际动漫节“美猴奖”动画片最佳形象奖、动画系列连续片奖；8月，本片入选入选中华人民共和国国家广电总局2008年度第二批推荐优秀国产动画片；12月，本片获中国动画学会年度推荐作品；2009年6月，本片获2008年度国家广电总局动画精品二等奖；同月，本片获第十五届上海电视节“白玉兰奖”国产动画片银奖。